# بطولة تونس لكرة السلة للرجال 2016–17
بطولة تونس لكرة السلة للرجال 2016–17 هو الموسم رقم 62 من بطولة تونس لكرة السلة للرجال.

فاز بهذا الموسم النجم الرياضي الرادسي.

## روابط خارجية
- الموقع الرسمي للجامعة التونسية لكرة السلة.